# Championnat de Suisse de combiné nordique 2005
Le championnat de Suisse de combiné nordique 2005 s'est déroulé le 17 juillet 2005 à Hinterzarten, en Allemagne. L'épreuve de saut s'est déroulée sur un tremplin normal (K90). La course de fond, qui était un sprint de 10 kilomètres effectué sur des rollers, a couronné Ivan Rieder, le champion 2003 et 2004, pour la troisième fois consécutive.

## Résultats
| Rang | Athlète             |
| ---- | ------------------- |
| 1    | Ivan Rieder         |
| 2    | Ronny Heer          |
| 3    | Michael Hollenstein |
| 4    | Lucas Vonlanthen    |
| 5    | Andreas Hartmann    |
| 6    | Seppi Hurschler     |
| 7    | Andreas Hurschler   |
| 8    | Pascal Meinherz     |
| 9    | Thomas Engel        |